# Ute Kostrzewa
Ute Kostrzewa (Eilenburg, 27 de dezembro de 1961) é uma ex-jogadora de voleibol da Alemanha que competiu pela Alemanha Oriental nos Jogos Olímpicos de 1980.
Em 1980, ela fez parte da equipe alemã que conquistou a medalha de prata no torneio olímpico, no qual atuou em quatro partidas.